# Katharina Haecker

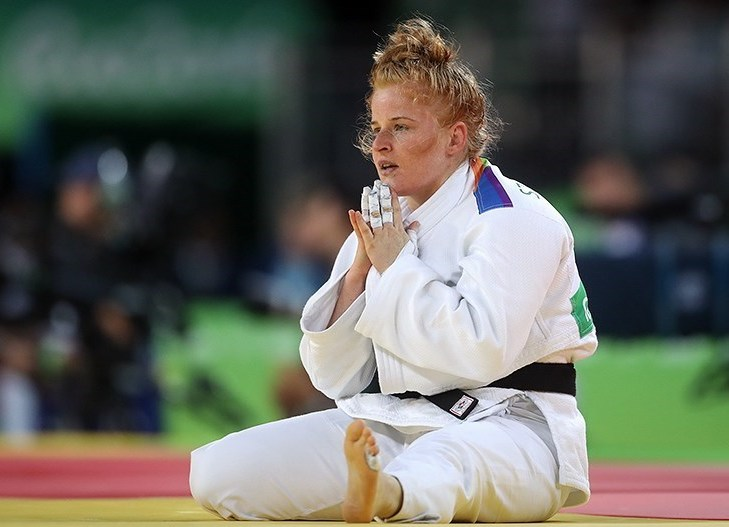
Katharina Haecker bei den Olympischen Spielen 2016

Katharina Haecker oder Katharina Häcker (* 31. Juli 1992 in Hamburg) ist eine australische Judoka.

## Sportliche Karriere
Die 1,72 m große Katharina Haecker kämpft im Halbmittelgewicht, der Gewichtsklasse bis 63 Kilogramm. 2014 gewann sie erstmals die Ozeanienmeisterschaften und belegte den fünften Platz bei den Commonwealth Games 2014. 2015 und 2016 wiederholte sie ihren Sieg bei den Ozeanienmeisterschaften. Bei den Olympischen Spielen 2016 unterlag sie im Achtelfinale der Japanerin Miku Tashiro.
2017 und 2018 gewann Haecker erneut die Ozeanienmeisterschaften und 2018 auch die australischen Landesmeisterschaften. Bei den Weltmeisterschaften 2018 in Baku erreichte sie das Viertelfinale und belegte den siebten Platz nach Niederlagen gegen die Französin Clarisse Agbegnenou und die Kubanerin Maylín del Toro.
2019 wurden erstmals die Asien-Pazifik-Meisterschaften ausgetragen, in denen die bisherigen Asienmeisterschaften und die bisherigen Ozeanienmeisterschaften aufgingen. Katharina Haecker unterlag im Halbfinale der Chinesin Yang Yunxia und gewann dann den Kampf um eine Bronzemedaille gegen Liao Yu-Jung aus Taiwan. Bei den australischen Meisterschaften unterlag Haecker 2019 Aoife Coughlan. Anfang 2020 gewann Haecker in Tel Aviv ihr erstes Grand-Prix-Turnier.
Nach der Wettkampfpause wegen der COVID-19-Pandemie erreichte Haecker bei den Asien-Ozeanien-Meisterschaften 2021 das Finale und unterlag dort der Südkoreanerin Han Hee-ju. Bei den Weltmeisterschaften 2021 in Budapest verlor Haecker im Achtelfinale gegen die Serbin Anja Obradović. Bei den Olympischen Spielen in Tokio unterlag sie ebenfalls im Achtelfinale, diesmal gegen die Niederländerin Juul Franssen. 2022 gewann Haecker eine Bronzemedaille bei den Commonwealth Games in Birmingham. 2023 siegte sie bei den Panamerikanischen Meisterschaften, bei denen auch die Vertreterinnen aus Ozeanien antraten, wobei sie im Finale die Mexikanerin Prisca Awiti Alcaraz bezwang. 2024 besiegte sie im Finale die Brasilianerin Nauana Silva. Bei den Weltmeisterschaften 2024 unterlag Haecker im Viertelfinale gegen die Polin Angelika Szymańska und belegte dann den siebten Platz. Zwei Monate später bei den Olympischen Spielen 2024 in Paris schied Haecker in ihrem Auftaktkampf gegen die Britin Lucy Renshall aus.
Katharina Haecker lebt in Hamburg und startet als Katharina Häcker für den Turnerbund Hamburg-Eilbeck. International startet sie für Australien, das Heimatland ihres Vaters.